# Pŏptong
Pŏptong (kor. 법동군, Pŏptong-gun) – powiat w Korei Północnej, w prowincji Kangwŏn. W 2008 roku liczył 35 119 mieszkańców. Graniczy z powiatami: Yangdŏk (prowincja P’yŏngan Południowy) i Ch’ŏnnae od północy, z miastami Munch’ŏn oraz Wŏnsan od północnego wschodu, z powiatem Anbyŏn od wschodu, Kosan od południowego wschodu, Sep’o i P’an’gyo od południa, a także z powiatem Sinp’yŏng (prowincja Hwanghae Północne) od zachodu.

## Historia
Przed wyzwoleniem Korei spod okupacji japońskiej tereny należące do powiatu wchodziły w skład powiatów Munch'ŏn (miejscowości P’ungsan i P’ungha) oraz Ich’ŏn (miejscowość Ungt’an), należących wówczas do prowincji Hamgyŏng Południowy. W obecnej formie powstał w wyniku gruntownej reformy podziału administracyjnego w grudniu 1952 roku. W jego skład weszły wówczas tereny należące wcześniej do miejscowości P’ungsan, P’ungha, Ullim (1 wieś – wszystkie powiat Munch’ŏn) i Ungt’an (powiat Ich’ŏn). Powiat Pŏptong składał się wówczas z jednego miasteczka (Pŏptong-ŭp) i 22 wsi (kor. ri).

## Gospodarka
Lokalna gospodarka oparta jest na górnictwie oraz rękodzielnictwie. Na terenie powiatu znajdują się również nieliczne uprawy kukurydzy (niemniej zaledwie 6,5% terytorium powiatu nadaje się pod uprawy), a także pasieki.

## Podział administracyjny powiatu
W skład powiatu wchodzą następujące jednostki administracyjne:
| Nazwa jednostki administracyjnej | Rodzaj jednostki administracyjnej | Hangul | Hancha |
| -------------------------------- | --------------------------------- | ------ | ------ |
| Pŏptong-ŭp                       | miasteczko                        | 법동읍 | 法洞邑 |
| Sangsŏ-ri                        | wieś                              | 상서리 | 上西里 |
| Kamdun-ri                        | wieś                              | 감둔리 | 甘屯里 |
| Ryongp'o-ri                      | wieś                              | 룡포리 | 龍浦里 |
| Majŏn-ri                         | wieś                              | 마전리 | 馬轉里 |
| Jakdong-ri                       | wieś                              | 작동리 | 鵲洞里 |
| Ryŏngjŏ-ri                       | wieś                              | 령저리 | 嶺底里 |
| Toch'an-ri                       | wieś                              | 도찬리 | 道贊里 |
| Yŏhae-ri                         | wieś                              | 여해리 | 如海里 |
| Ryuldong-ri                      | wieś                              | 률동리 | 栗洞里 |
| Paeg'il-ri                       | wieś                              | 백일리 | 白日里 |
| Chuam-ri                         | wieś                              | 추암리 | 鷲巖里 |
| Jang'an-ri                       | wieś                              | 장안리 | 長安里 |
| Ŏyu-ri                           | wieś                              | 어유리 | 魚遊里 |
| Kŭmgu-ri                         | wieś                              | 금구리 | 金龜里 |
| Rot'an-ri                        | wieś                              | 로탄리 | 蘆灘里 |
| Kŭmp'yŏng-ri                     | wieś                              | 금평리 | 金坪里 |
| Ku'ryong-ri                      | wieś                              | 구룡리 | 九龍里 |
| Kŏnja-ri                         | wieś                              | 건자리 | 乾子里 |
| Haerang-ri                       | wieś                              | 해랑리 | 海浪里 |